# استیو سومنر
استیو سومنر (انگلیسی: Steve Sumner؛ زادهٔ ۲ آوریل ۱۹۵۵ - درگذشته ۸ فوریهٔ ۲۰۱۷ (۶۱ سال)) یک بازیکن فوتبال اهل نیوزیلند بود.
وی همچنین در تیم ملی فوتبال نیوزیلند بازی کرده بود.